# Кубримахи
Кубримахи (дарг. Кубримахьи) — село в Акушинском районе Дагестана. Входит в состав сельского поселения «Сельсовет Нацинский».

## Географическое положение
Расположено в 25 км к югу от районного центра села Акуша.

## Население
| 1970 | 1989 | 2002 | 2010 | 2021 |
| ---- | ---- | ---- | ---- | ---- |
| 74   | ↘19  | →19  | ↘17  | ↗24  |